# Clidemia heteroneura
Clidemia heteroneura là một loài thực vật có hoa trong họ Mua. Loài này được (Schrank & Mart. ex DC.) Cogn. mô tả khoa học đầu tiên năm 1888.